# André Nendza

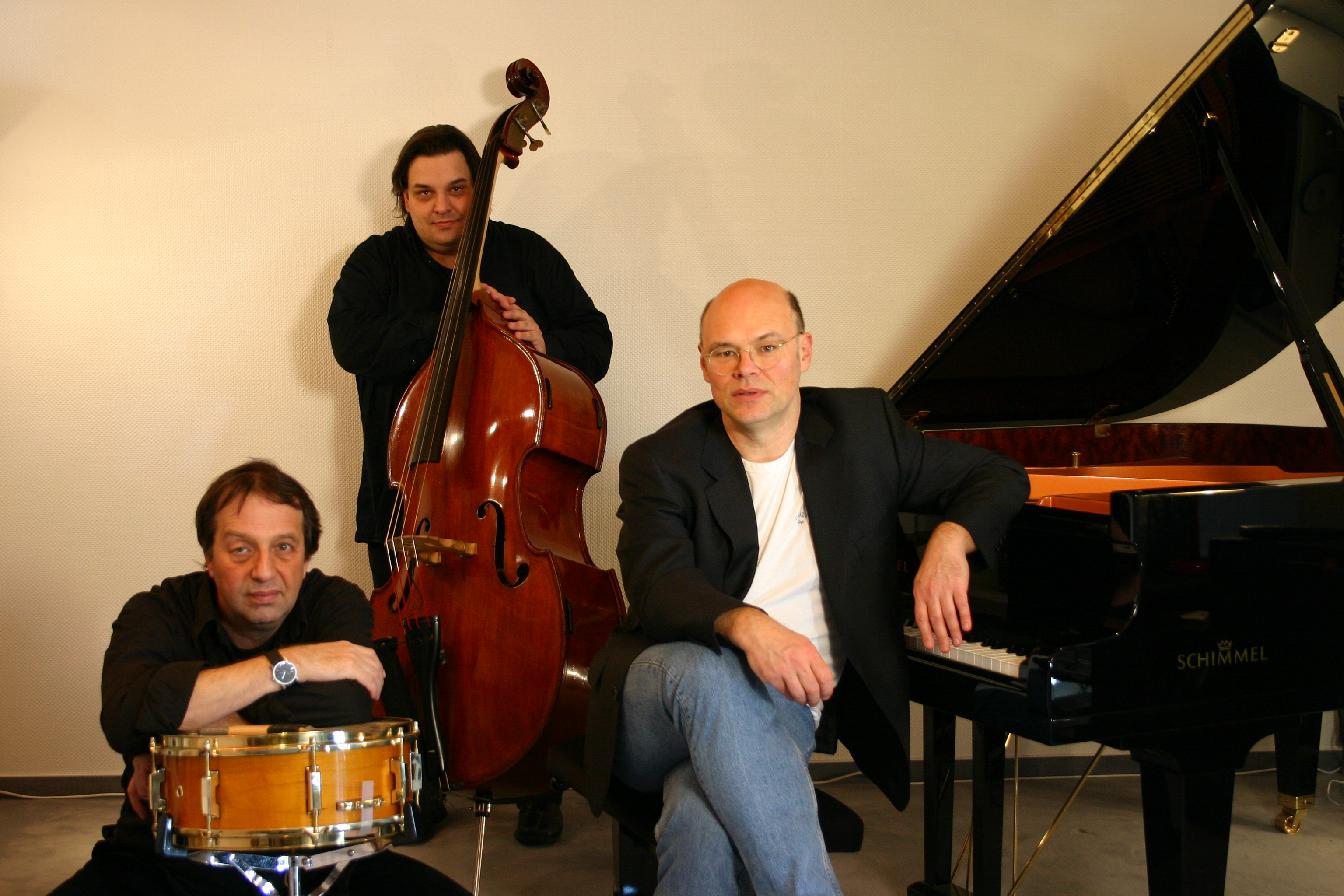
Christoph Spendel Trio (2005) mit André Nendza (Mitte) und Kurt Billker (links)

André Nendza (* 1. November 1968 in Hemer) ist ein deutscher Jazzmusiker. Er spielt Kontrabass, Blekete, Bass-slit-drum und E-Bass.

## Leben und Wirken
Nendza absolvierte, nach einem vorbereitenden Jahr am Conservatorium van Amsterdam in Amsterdam, sein Studium an der Jazzabteilung der Hochschule für Musik Köln (Diplom 1997).
Als Jazzmusiker arbeitet er sowohl mit eigenen Projekten, als auch als Sideman. 1998 erschien die CD Songs from a Red Notebook des André Nendza Septetts, die von Paul Austers Literatur inspiriert wurde. Zwischen 2000 und 2007 veröffentlichte Nendza CD-Produktionen auf seinem Label Crecycle. music. Seit 2007 ist er Mitbetreiber des Labels Jazzsick Records. Es erschienen CDs des André Nendza Quartet (The invention of rooms, Wild open rooms, Rooms restored), seines Duos mit Angelika Niescier (Holzlinienspiel), seinem elektro-akustischen Projekt A.tronic (Lichtblau, Spectacles), dem Kollektiv Tria Lingvo (auch als Lemke-Nendza-Hillmann, El Arte, Kyrillis mit Dominique Pifarély), Tria Lingvo, verstärkt um Zoltán Lantos und Marc Bassey (At Its Purest), der Band Matucana oder von Andreas Wildenhain erscheinen. Im Jahre 2007 erweiterte das Duo Niescier & Nendza sein stilistisches Spektrum durch die Zusammenarbeit mit dem klassischen Streichquartett kaj: kaj (CD The Poetry of Rhythm). Dieses Projekt wurde 2009 für das Finale des Neuen Deutschen Jazzpreis nominiert. Darüber hinaus ging das André Nendza Quartett 2007 mit dem Trompeter Paolo Fresu als Gast auf Tournee. 2015 vollzog sich mit Veröffentlichung der dritten CD von A.tronic (tangible) ein stilistischer Wandel des Projektes in Richtung Pop. 2016 gründeten Inga Lühning und André Nendza ein Duo. Hier erschien 2018 die CD Hodgepodge Vol.1. 2018/19 ging Tria Lingvo gemeinsam mit dem englischen Gitarristen Mike Walker auf Tournee durch Deutschland und England. Seit 2021 gehört er zum Trio von Pianist Christian Pabst.
Nendza arbeitete mit Musikern wie Dave Liebman, Kenny Wheeler, Charlie Mariano,  Rupert Stamm, Rob van den Broeck, Alex Acuña, Stefan Bauer, Philipp van Endert, Philip Catherine, Torsten de Winkel, Gabriele Hasler, Céline Rudolph, Anne Hartkamp, Dave Pike, Olaf Kübler, Thomas Heberer, Ramesh Shotham, Michael Küttner, Tom van der Geld, Rick Margitza und Esther Berlansky.
Als Leiter des Vorstudium Jazz der Offenen Jazz Haus Schule, Köln ist Nendza auch als Pädagoge tätig. Zudem unterrichtete er als Gastdozent u. a. an der Musikhochschule Frankfurt am Main, der Musikhochschule Dresden und an der Summer Jazz School in Edinburgh. Darüber hinaus gehört Nendza zum festen Dozenteam des Workshops jazzemble in der Akademie Remscheid.
Zwischen 2007 und 2011 war Nendza zudem als Autor für den Blog der Zeitschrift Jazz thing tätig.

## Auszeichnungen
Nendza erhielt 1997 den Kulturpreis der Sparkassen-Kulturstiftung Rheinland (Förderpreis). Im Jahr 2012 wurde er als „Bassist des Jahres, national“ mit dem ECHO Jazz für das Album Rooms Restored. 2014 erhielt das Tria Lingvo den Neuen Deutschen Jazzpreis.

## Diskographische Hinweise
- André Nendza Septet: Songs from a Red Notebook (ANA Records, 1998, mit Stephan Meinberg, Henning Berg, George Tjong-Ayong, Oliver Leicht, Martin Speight, Christoph Hillmann)
- André Nendza Quartet: The Invention of Rooms (Crecycle. Music, 2000, mit Christoph Hillmann, Hendrik Soll, Claudius Valk)
- André Nendza Septett: Into the Gap (Crecycle. Music, 2002, mit  Stephan Meinberg, Thomas Loup, Martin Schäfer, George Tjong-Ayong, Martin Speight, Christoph Hillmann)
- André Nendza's A.Tronic feat. Céline Rudolph & David Liebman: Lichtblau (Crecycle. Music, 2002, mit Stephan Meinberg, Oliver Leicht, Christoph Hillmann)
- André Nendza Quartet feat. Thomas Heberer: Wild Open Rooms (Crecycle. Music, 2004)
- André Nendza's A.Tronic: Spectacles (JazzSick Records, 2008, u. a. mit Dave Liebman, Oliver Leicht, Stephan Meinberg, Ralph Beerkircher bzw. Markus Segschneider, Christoph Hillmann sowie Sven Decker, Céline Rudolph und Inga Lühning)
- Angelika Niescier & André Nendza: The Poetry of Rhythm (Jazzsick, 2010)
- A.Tronic: Tangible (Jazzsick, 2010, mit Franziska Loos, Andreas Wahl, Markus Segschneider, Ulf Stricker)
- Inga Lühning & André Nendza: Hodgepodge Vol. II (Jazzsick, 2020)
- On Canvas I  (Jazzsick, 2021, mit Angelika Niescier, Matthias Bergmann, Martin Sasse, Niklas Walter)
- 5/5/9  (Jazzsick, 2024, mit Angelika Niescier, Matthias Bergmann, Martin Sasse, Niklas Walter, Christine Corvisier, Maik Krahl, Mike Walker, Christoph Hillmann)